# Resort Municipality (Île-du-Prince-Édouard)
Resort Municipality, officiellement nommé Resort Municipality of Stanley Bridge, Hope River, Bayview, Cavendish and North Rustico, est une municipalité de villégiature dans le comté de Queens sur l'Île-du-Prince-Édouard, au Canada.
On l'y retrouve le village de Cavendish, le site patrimonial Green Gables, ainsi qu'une partie du parc national de l'Île-du-Prince-Édouard.